# ساميان (كلخوران)
سامیان (بالفارسية: سامیان) هي قرية تقع في إيران في أردبيل. يقدر عدد سكانها بـ 1,070 نسمة .